# Worcester County, Maryland
Worcester County är ett administrativt område i delstaten Maryland, USA. År 2000 hade countyt 46 543 invånare (2000). Den administrativa huvudorten (county seat) är Snow Hill.

## Geografi
Enligt United States Census Bureau så har countyt en total area på 1 799 km². 1 226 km² av den arean är land och 574 km² är vatten. 

### Angränsande countyn
- Accomack County - syd
- Somerset County - väst
- Sussex County, Delaware - nord
- Wicomico County - nordväst